# Södra regionserien
Södra regionserien i baseboll är den näst högsta divisionen i Sverige, efter elitserien i baseboll. Det finns två regionserier i Sverige, södra regionserien och norra regionserien. År 2012 fanns det sex lag i södra regionserien: Skövde Saints BSK, Sölvesborg Firehawks, Jönköping Jaws, Göteborg BF:s b-lag, Malmö Pilots och Tranås BF.